# Электропоп
Электропоп (англ. Electropop) — музыкальный жанр, объединяющий элементы электронной и поп-музыки. Обычно описывается как разновидность синти-попа с особым уклоном в электронику.

## История

### Начало 1980-х
В начале 1980-х британские музыканты, такие как Гэри Ньюман, the Human League, Soft Cell, Джон Фокс и Visage помогли освоить[кому?] новый стиль синти-попа, который сочетал в себе много электронной музыки и особое внимание в котором уделялось использованию синтезаторов,
в то время как стиль электро был широко развит  американским певцом и диджеем Afrika Bambaataa, влияние на которого оказали Yellow Magic Orchestra и Kraftwerk, он же, в свою очередь, — оказал влияние на стиль поп-музыки Мадонны 1980-х.

### XXI век
Во второй половине и конце нулевых на волне популярности электро-хауса звучание электропопа было частично возрождено такими исполнителями как Леди Гага, Crystal method и Laroux. Возрождение коснулось в целом США и Великобритании, а систематика звука больше всего напоминала мировой хит "Sweet Dreams (Are Made of This)" группы Eurythmics.
- Гиперпоп (в 2010-х)[6]